# Any Time, Any Place
Any Time, Any Place è un singolo della cantante statunitense Janet Jackson, pubblicato nel 1994 ed estratto dall'album Janet.

## Tracce
- 12" (USA)

1. Any Time, Any Place - R. Kelly Mix – 5:12
2. Any Time, Any Place - Jam & Lewis Remix – 4:30
3. Throb (David Morales Legendary Dub) – 7:27
4. Throb – 4:48

- CD Maxi Singolo (USA/UK)

1. Any Time, Any Place - R. Kelly Mix – 5:13
2. Any Time, Any Place - D&D House Mix – 7:34
3. Any Time, Any Place - LP Version – 7:10
4. Throb – 4:36
5. And On and On – 4:48

## Video
Il videoclip della canzone è stato diretto da Keir McFarlane.

## Classifiche
| Classifica (1994) | Posizione raggiunta |
| ----------------- | ------------------- |
| Regno Unito       | 13                  |
| Stati Uniti       | 2                   |